# Хумеле (Арђеш)
Хумеле (рум. Humele) насеље је у Румунији у округу Арђеш у општини Унгени. Oпштина се налази на надморској висини од 195 m.

## Становништво
Према подацима из 2002. године у насељу је живело 860 становника, од којих су сви румунске националности.